# 東住吉區

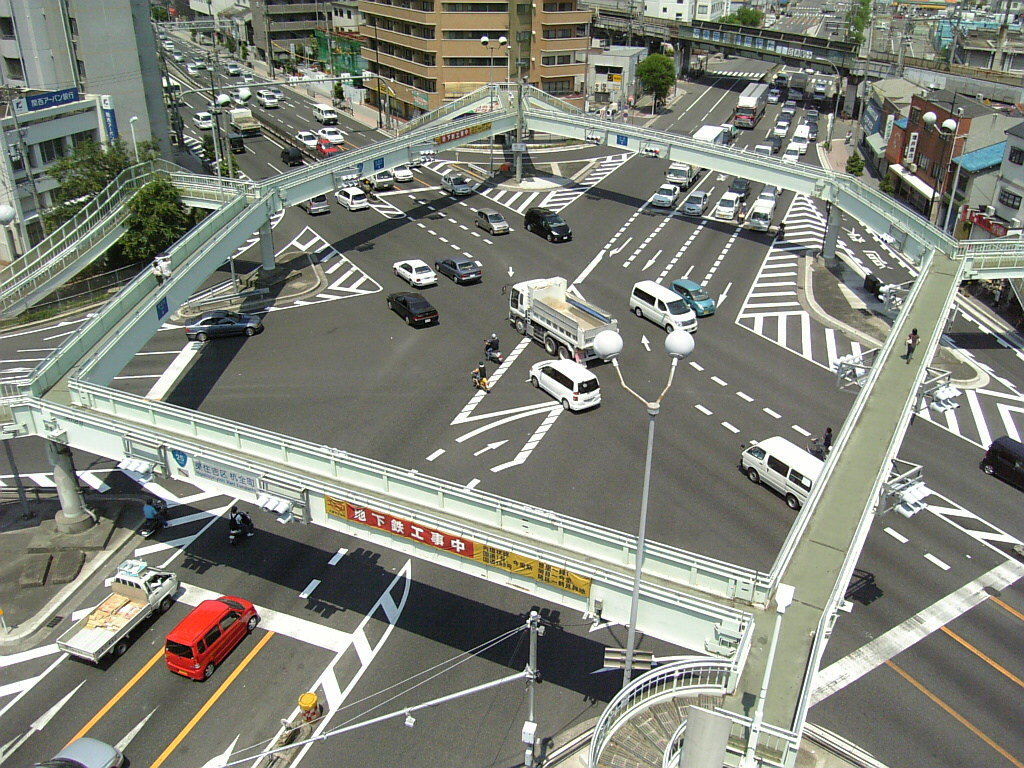
東住吉區

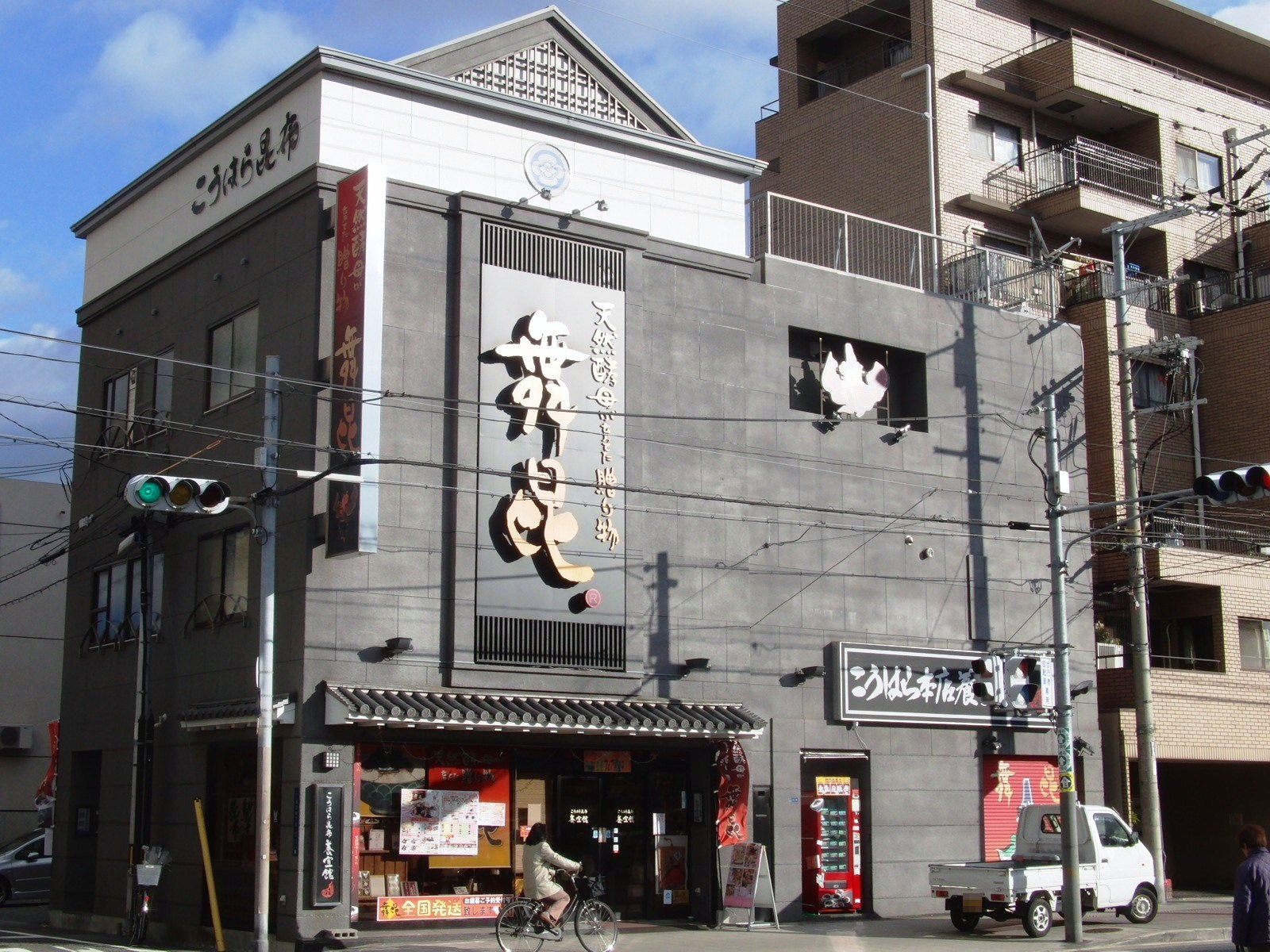
舞昆總店(海產店)

東住吉區（日语：／ Higashisumiyoshi ku */?）是大阪市的24個區之一，位於大阪市的東南部，南以大和川與松原市接鄰，但在大和川南岸的阿麻美許曾神周邊及過去屬於其參道的區域，由於神社歷史的緣故，現屬於大阪市東住吉區，形成在松原市轄區內有一台細長的帶狀區域屬於大阪市。

## 历史
東住吉郡的轄區在過去屬於攝津國住吉郡及河內國丹北郡，在1889年實施町村制時，分屬北百濟村、南百濟村、田邊村、矢田村四個行政區劃；1925年北百濟村、南百濟村、田邊村被併入大阪市，連同當時其他屬於舊住吉的區域一同被劃入住吉郡，1943年住吉郡被拆分成為西北部、西南部、東部三個新的區，位於東部的區域即被命名為「東住吉郡」。
1955年中河內郡的加美村、長吉村、瓜破村、矢田村被併入大阪市，並劃入東住吉郡，此時期的東住吉郡範圍還包含現在的平野區；直到1974年將位於當時東住吉郡東部的平野、喜連、長吉、瓜破、加美地區分出設立為平野区，才形成現在的東住吉郡範圍。

## 交通

### 鐵路
西日本旅客鐵道
- 關西本線（ 大和路線）：東部市場前站
- 阪和線：美章園站 - 南田邊站 - 鶴丘站（通過鄰接與阿倍野區的邊界附近，登記上沒有東住吉區的車站）

※南田邊站、鶴丘站在地上線時代屬於東住吉區，阪和線高架化（2006年完成）後站舍與軌道向西（阿倍野區側）移動後，這兩個車站的住所也變成阿倍野區。地上線時代的阪和線軌道西端是與阿倍野區的邊界。
日本貨物鐵道
- 關西本線貨物支線 百濟貨物總站（日语：百済貨物ターミナル駅）

近畿日本鐵道
- 南大阪線：北田邊站 - 今川站 - 針中野站 - 矢田站

大阪市高速電氣軌道（大阪地下鐵）
- 御堂筋線：長居站（此站是區內距離長居公園（日语：長居公園）最近的車站，東住吉區域只限1號出口、3號出口、月台的一部分。車站所在地是住吉區）
- 谷町線：田邊站 - 駒川中野站

※ 上述的旅客站都是高架站和地下站，區內沒有平交道。
- - 谷町線開業前有南海平野線（日语：南海平野線）（廢線）營業。

## 本地出身之名人
- 高村薰：作家
- 筒井康隆：說家、科幻作家和演員
- 岩尾望：搞笑藝人
- 影山浩宣：歌手
- 小林劍道：搞笑藝人、演員
- 高崎晃：響度樂團的吉他手
- 谷村新司：音樂家及歌手

## 外部連結
- （日語）大阪市東住吉區役所的Facebook專頁
- （日語）大阪市東住吉區公所的X（前Twitter）
- （日語）大阪市東住吉區公所的Instagram帳戶